# Максимов, Сергей Сергеевич (писатель)
Сергей Сергеевич Максимов (настоящая фамилия: в эмиграции Пашин, в СССР Пасхин; 1 [14] июня 1916, село Чернопенье, Костромская губерния — 12 марта 1967, Лос-Анджелес) — русский прозаик, поэт и драматург. Представитель второй волны русской эмиграции.

## Биография
Родился в старообрядческом селе Чернопенье на Волге, в семье сельского учителя. В 1918 отец Максимова принял участие в левоэсеровском восстании в Ярославле и, опасаясь преследований, переехал в Кострому, а в 1923 в Москву.
Максимов с детства увлекался сочинительством; первый опубликованный рассказ — «Бакен» (1931, в журнале «Мурзилка»). Печатался также в журналах «Огонёк», «Ёж», «Смена». В 1934 поступил в Текстильный институт.
В 1936 осуждён за «антисоветскую агитацию» на 5 лет, срок отбывал с Севжелдорлаге. После освобождения (1941) ему было запрещено жить в Москве, и он уехал в Калугу.
Во время немецкой оккупации попал в Смоленск, где печатался в местной газете «Новый путь» и журнале «На переломе» под псевдонимом Сергей Широков, опубликовал сборник стихов и повесть «В сумерках». Писал также пьесы для Смоленского театра под оккупацией, как например «Волк» и «Дитя эпохи». В 1943 оказался в Берлине, сотрудничал в Восточном отделе министерства пропаганды «Vineta».
После войны жил в Гамбурге, Камберге. Вошёл в редколлегию журнала «Грани», где был опубликован его роман «Денис Бушуев» (1949).
В июне 1949 переселился в США. Там вышла вторая часть романа, «Бунт Дениса Бушуева» (1956). В конце 1950-х остался без средств к существованию, последние годы жизни серьёзно болел. Третья часть романа осталась незавершённой (опубликованы первые главы).

### Семья
- брат  Николай (1908—1976), тоже писатель (под псевдонимами Лунёв, Витов), воевал, попал в немецкий плен, был освобождён хлопотами брата в 1944, вместе с ним эмигрировал в США
- брат Борис (1909—1969), журналист, сотрудник газеты «Вечерняя Москва»

## Творчество
Максимов — один из самых одарённых писателей второй эмиграции. В своих рассказах он захватывающе и трогательно изображает судьбы отдельных людей, ставших жертвами произвола в советских концлагерях. Эти рассказы заслуживают не меньше внимания, чем появившиеся позднее лагерные рассказы В. Шаламова. «Денис Бушуев» — это семейный роман, действие которого происходит в сталинские времена, причем здесь изображается как внутренняя жизнь людей и их отношения, так и угроза этой жизни со стороны государственной власти с её лагерями, которая в конце концов разрушает семью. Вторая книга романа заметно уступает первой. Яркое изображение необычных судеб удается Максимову и в отдельных эпизодах, и в больших сюжетных пластах.